# Frits van Eerd

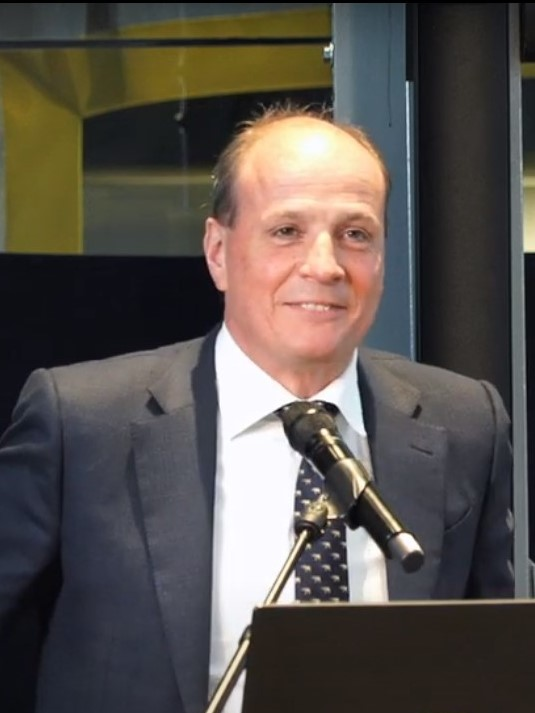
Frits van Eerd 2019

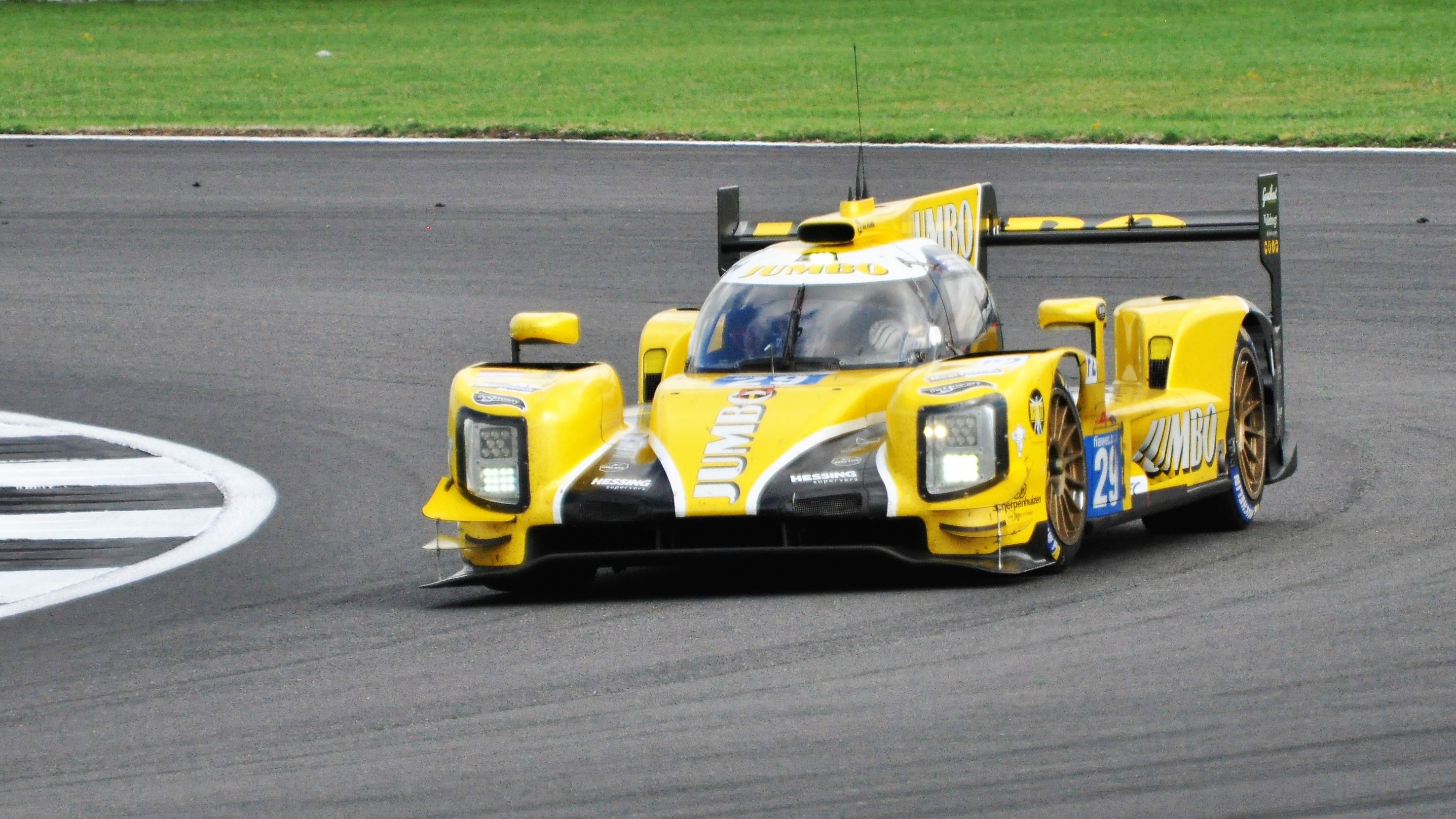
Frits van Eerd im Dallara P217 beim 6-Stunden-Rennen von Silverstone 2018

Frits van Eerd (* 25. März 1967 in Veghel) ist ein niederländischer Unternehmer, sowie ehemaliger Rennstallbesitzer und Autorennfahrer.

## Unternehmer
Frits van Eerd ist Mitglied der niederländischen Unternehmerfamilie van Eerd, in deren Besitz sich die Van Eerd Group befindet. Basis war ein 1921 gegründetes Lebensmittelgroßhandelsunternehmen. Sein Vater, Karel van Eerd, übernahm Anfang der 1980er-Jahre den Lebensmittelhändler Jumbo, der durch Übernahmen und konsequenten Filialausbau zur zweitgrößten Supermarktkette der Niederlande wurde. Frits van Eerd besitzt 25 % der Firmenanteile. Die restlichen 75 % gehören zu gleichen Teilen seinen beiden Schwestern und seinem Vater.
Im September 2022 wurde er wegen des Verdachts der Geldwäsche vorübergehend festgenommen. Als Folge legte er den Unternehmensvorsitz bis zur Klärung der Vorwürfe zurück. Im August 2025 wurde van Eerd wegen Geldwäsche, Bestechung und Urkundenfälschung zu zwei Jahren Haft ohne Bewährung verurteilt. Das Urteil ist noch nicht rechtskräftig.

## Karriere als Rennfahrer
Frits van Eerd kam über den historischen Motorsport zum Profirennsport. Nachdem Ende der 1990er-Jahre erste Versuche in der Formel Ford erfolglos geblieben waren, bestritt er zwischen 2006 und 2016 Rennen mit historischen Formel-1-Fahrzeugen. Unter anderen setzte er einen Tyrrell 026, einen Benetton B197 und einen Minardi PS04B in diversen internationalen Serien ein.
2017 stieg er mit einem eigenen Rennstall in die FIA-Langstrecken-Weltmeisterschaft und die European Le Mans Series ein. Ausgestattet mit ausreichend finanziellen Mitteln aus dem eigenen Unternehmen baute er in kurzer Zeit einen professionellen Rennstall auf. Unterstützung bekam er von Jan Lammers, der ihm als Berater und Fahrer zur Seite stand. Weitere Piloten waren Giedo van der Garde Rubens Barrichello und Nyck de Vries. Einsatzwagen waren Fahrgestelle des Dallara P217.
2017 gab er sein Fahrerdebüt beim 24-Stunden-Rennen von Le Mans. Gemeinsam mit Barrichello und Lammers erreichte er den 13. Rang in der Gesamtwertung. 2018 wurde mit Lammers und van der Garde Gesamtelfter. Seine beste Platzierung in der European Le Mans Series war der siebte Rang beim 4-Stunden-Rennen auf dem Red Bull Ring 2017. In der Weltmeisterschaft belegte er den achten Rang beim 6-Stunden-Rennen von Silverstone 2018, einem Wertungslauf der FIA-Langstrecken-Weltmeisterschaft 2018/19.

## Statistik

### Le-Mans-Ergebnisse
| Jahr | Team                  | Fahrzeug     | Teamkollege         | Teamkollege    | Platzierung | Ausfallgrund |
| ---- | --------------------- | ------------ | ------------------- | -------------- | ----------- | ------------ |
| 2017 | Racing Team Nederland | Dallara P217 | Rubens Barrichello  | Jan Lammers    | Rang 13     |              |
| 2018 | Racing Team Nederland | Dallara P217 | Giedo van der Garde | Jan Lammers    | Rang 11     |              |
| 2019 | Racing Team Nederland | Dallara P217 | Giedo van der Garde | Nyck de Vries  | Rang 26     |              |
| 2020 | Racing Team Nederland | Oreca 07     | Giedo van der Garde | Nyck de Vries  | Rang 19     |              |
| 2021 | Racing Team Nederland | Oreca 07     | Giedo van der Garde | Job van Uitert | Rang 16     |              |

### Sebring-Ergebnisse
| Jahr | Team                  | Fahrzeug | Teamkollege         | Teamkollege | Platzierung | Ausfallgrund |
| ---- | --------------------- | -------- | ------------------- | ----------- | ----------- | ------------ |
| 2022 | Racing Team Nederland | Oreca 07 | Giedo van der Garde | Dylan Murry | Rang 8      |              |

### Einzelergebnisse in der FIA-Langstrecken-Weltmeisterschaft
| Saison  | Team                  | Rennwagen    | 1   | 2   | 3   | 4   | 5   | 6   | 7   | 8   | 9   |
| ------- | --------------------- | ------------ | --- | --- | --- | --- | --- | --- | --- | --- | --- |
| 2017    | Racing Team Nederland | Dallara P217 | SIL | SPA | LEM | NÜR | MEX | AUS | FUJ | SHA | BAH |
| 2017    | Racing Team Nederland | Dallara P217 | 13  |     |     |     |     |     |     |     |     |
| 2018/19 | Racing Team Nederland | Dallara P217 | SPA | LEM | SIL | FUJ | SHA | SEB | SPA | LEM |     |
| 2018/19 | Racing Team Nederland | Dallara P217 | 28  | 11  | 8   | 21  | 31  | 9   | 12  | 26  |     |
| 2019/20 | Racing Team Nederland | Oreca 07     | SIL | FUJ | SHA | BAH | AUS | SPA | LEM | BAH |     |
| 2019/20 | Racing Team Nederland | Oreca 07     | 7   | 4   | 9   | 8   | 6   | 19  | 5   |     |     |
| 2021    | Racing Team Nederland | Oreca 07     | SPA | POR | MON | LEM | BAH | BAH |     |     |     |
| 2021    | Racing Team Nederland | Oreca 07     | 7   | 13  | 6   | 16  | 8   | 9   |     |     |     |